# Charmosyna
Charmosyna este un gen de lori din familia de papagali Psittaculidae. Cele trei specii recunoscute în prezent locuiesc în pădurile umede de pe insula Noua Guinee.

## Specii
Genul conține următoarele trei specii:
- Charmosyna josefinae
- Charmosyna papou
- Charmosyna stellae